# ANY Biztonsági Nyomda
Das Unternehmen ANY Biztonsági Nyomda, die vormalige Staatsdruckerei (ungarisch Állami Nyomda), ist eine der größten Sicherheitsdruckereien in Ungarn und in der Mittel-Ost-Europäischen Region. Die Gesellschaft produzierte früher traditionelle Druckprodukte. Heutzutage steht im Fokus ihres Tätigkeitsfeldes die Abfertigung von Dokumentsicherheitsprodukten und -lösungen, von PVC-Karten und ihrer Personalisierung, elektronisches Dokumentenmanagement und die Abwicklung von großmaßigen Geschäftsbriefwechseln. Die Aktien der Gesellschaft sind seit 2005 an der Budapester Börse notiert und Teil des BUX.

## Geschichte

### Der Anfang
Nach dem Ausgleich 1867 zwischen Ungarn und dem Haus Habsburg entstand die erste unabhängige ungarische Regierung, als Vorgänger der Druckerei dieser Zeit ist sie als Tochterunternehmen der k.k. Hof- und Staatsdruckerei in Wien zu sehen, die nach dem Niederschlag der Märzrevolution und der Freiheitskämpfe von der österreichischen Regierung in Temesvár gegründet wurde.
Diese Druckerei begann Anfang 1851 ihre Tätigkeit und wurde eines der größten Instituten in der – bis dahin schon mit einer entwickelten Druckereiindustrie verfügende – Stadt. Die Druckerei zog mit ihrem kompletten Maschinenpark und der Mehrheit ihrer Facharbeiter im Jahre 1868 nach Budapest ins Regierungsviertel – in die Nähe der Ministerien- der Ofner Burg um, um die Bedarf an Verwaltungsdrucksorten der ungarischen Regierung zu befriedigen.
Zu dieser Zeit verwaltete das Finanzministerium auch das Ungarische Königliche Kataster Lithographische Amt und Kartenarchiv, welche seit 1868 Katastervermessungen und Karten – die als Basis zur Grundbesteuerung dienten – produzierte und vervielfältigte.
Die Regierung beschloss 1869 die Zusammenlegung der beiden Druckereien, da für das Finanzministerium die Lösung der Gebührenmarkenproduktion notwendig geworden war. Mit der Verschmelzung waren die Voraussetzungen für eine prompte und verlässliche Herstellung von Gebührenmarken, Drucksachen gegeben, auch wenn dieses oft bis zur Veröffentlichung geheim gehalten werden musste.
Der offizielle Name des neuen Institutes war Königliche Ungarische Staatsdruckerei (k.u. Staatsdruckerei).

### Die erste ungarische Briefmarke – 1871
Für die Öffentlichkeit wurde während der Jahrzehnte die Briefmarkenproduktion als Haupttätigkeit der Staatsdruckerei zugeschrieben. Nach dem 1867er Kompromiss zur Betonung der Nationalsouveränität und auf Grund finanzieller und administrativer Ursachen fand es die ungarische Regierung erforderlich, die Amts- und Postdienstleistungsgebühr mit eigenen Briefmarken abtragen zu können. Früher war es durch parallel – österreichisch-ungarisch – ausgegebene Briefmarke möglich, und diese wurden natürlich in Wien gedruckt. Die Gebührenmarken wurden ab 1869 in der durch das selbständige Finanzministerium geführten Staatsdruckerei produziert. Die Bestimmung des 1867er Kompromisses, die die Post betrifft, trat am 1. Mai in Kraft. Alle ungarischen Postämter unterstanden der Postdirektion und auf diese Weise warf sich der natürliche Bedarf auf, auf die ungarische Postsendungen selbständig ausgegebene Briefmarke zu setzen. Da dieser Bedarf von der kaiserlichen Regierung auch anerkannt worden war, wurde am 20. Juni 1868 die erste ungarische Zeitungsmarke herausgegeben. Obwohl diese noch in der Wiener Druckerei gedruckt wurde und auf dem Wasserzeichen des Papieres noch deutsche Aufschrift zu lesen war, auf der Marke selbst erschien aber die Überschrift auf Ungarisch. Auf dem Markenzeichen stand das ungarische Wappen und die Krone. Die erste heimisch hergestellte Marke – nach der Entwicklung der Markenproduktionstechnologie von der Staatsdruckerei – gelangte 1871 in den Postverkehr.

### Ab 1901 Staatsdruckerei genannt
Nach der Umstrukturierung im Jahr 1901 wurde der Name der Gesellschaft in Staatsdruckerei geändert. In der Staatsdruckerei wurden das Budget und seine Begründung, die Rechnungsabschlüsse, die wichtigen Gesetzesentwürfe, das Finanzgesetzblatt und weiterhin die Fahrpläne der MÁV (Ungarische Staatseisenbahnen) auch gedruckt.
Hier wurden die Ungarischen Staatskassenscheine, die verschiedenen Schatzscheine, Staatsobligationen, Rentenanleihenscheine, Klassenlose, Wechselformulare, Export und Import Lieferscheine, Zigarren- und Tabakpapiere, Steuermarken hergestellt. Die ungarische Regierung gründete 1922 die Ungarische Banknotendruckerei, die ab August 1923 in den Gebäuden der Staatsdruckerei mit dem heimischen Banknotendruck anfing. Während des Zweiten Weltkrieges war die Druckerei als Rüstungsbetrieb eingeordnet, da hier auch die Lebensmittel- und Brennstoffscheine produziert wurden. Mit Ende des Krieges wurden wieder die Drucksorten der Post und Bahn ebenso wie die staatlichen Drucksachen, Anleihen und Lose hergestellt. Zur Wahl im Jahr 1945 hat die Staatsdruckerei die Wahlzettel und später die Pengő, die während der Hyperinflation im Jahr 1946 ausgegeben wurden, gedruckt.
Seit 1947 produziert die Gesellschaft die Toto- und später die Lottoscheine. Neben der Herstellung von Glücksspieldrucken war auch die Fertigstellung der vierjährlichen Wahldokumente ein ständiges Produktionsprofil geworden. Dank der im Jahre 1957 durchgeführten Investition verbreiterten sich die Kapazitäten, die Qualität verbesserte sich, mit der Herstellung von mehrfarbig bedruckten Briefmarken wurde begonnen. In den 1960er Jahren nahm der Druck von Export-Briefmarken einen Anlauf.

### Heutige Situation
Nach der politischen Wende wurde die Mehrheit des Staatsmonopoles abgeschafft, ein Wettbewerb begann für die Herstellung von Produkten, die bis jetzt mit ausschließlicher Zuständigkeit produziert wurden. Durch die Beendigung des staatlichen Schutzes blieb nicht anders übrig, als das Neudenken der Lage des Unternehmens. Alles in Betracht gezogen wurde 1993 die Staatsdruckerei privatisiert. Zur Entwicklung der Druckerei waren größeres Arbeitsfeld, viel modernere und kultiviertere Arbeitsbedingungen nötig. Aus diesem Grund zog die Gesellschaft aus der Ofner Burg in den X. Bezirk (Kőbánya) um. Die neue Druckerei in Halom Straße wurde am 4. Oktober 1994 feierlich freigegeben. In der Zwischenzeit übernahm die Staatsdruckerei den Maschinenpark und die Mehrheit der Arbeiter von der Leporello Druckerei SZÜV. Zum Ende 1997 geriet ein ganz neuer Geschäftszweig, die Produktion und Personalisierung von PVC Karten ins Portfolio der Staatsdruckerei. Die Entwicklung startete Anfang 1998 mit der Verwirklichung eines neuen und modernen Betriebes auf dem Gebiet in der Fátyolka Gasse, welche im Jahr 2000 weiter entwickelte und für Chipkarten Produktion auch geeignet wurde. Das Urkundensicherheitslaboratorium – das Zentrum ihrer Forschungs- und Entwicklungstätigkeit – wurde im Jahr 1999 durch die Staatsdruckerei gegründet. Die Staatsdruckerei begann im Jahr 2004 ihre internationale Erweiterung. Durch Zusammenarbeit mit ihren lokalen Partnern gründete er ein gemeinsames Unternehmen in Rumänien und Bulgarien, in der Slowakei und Russland wurden Tochterfirmen hervorgerufen. 2013 erfolgte die Umbenennung in ANY Biztonsági Nyomda.

### Produkte
Zur Haupttätigkeit von ANY gehören die Herstellung von Sicherheitsprodukten, wie Verschlussmarken, Wertpapieren, Essensmarken, Briefmarken, papierstoffige Urkunden, vom Urkundensicherheitslaboratorium entwickelte Sicherheitsfarben und Lösungen. Das Unternehmen produziert im Rahmen eines Konsortiums die kartenförmigen Identifizierungsurkunden, diese sind: Personalausweis, Führerschein, Stammbuch für Auto, Studentenausweis. Außer diesen Kartendokumenten produziert das Unternehmen Bankkarten mit Chip für Visa und Mastercard, Aufladekarten für Handys, intelligente Karten zur digitalisierten Unterschrift. Weiterhin nimmt die Firma an der Entwicklung und Herstellung von Produkten mit RFID-Technologie teil. Das Unternehmen personalisiert und kuvertiert Drucksachen für Banken, Versicherungsinstitute, sowie erzeugt Rechnungen, Lieferscheine, bedrucktes und unbedrucktes Leporellopapier. Zur Unternehmensgruppe gehört die Gyomaer Kner Druckerei, die Bücher, Zeitschriften und verschiedene Drucksachen herstellt.